# Pseudocoris aequalis
Pseudocoris aequalis är en fiskart som beskrevs av Randall och Walsh 2008. Pseudocoris aequalis ingår i släktet Pseudocoris och familjen läppfiskar. IUCN kategoriserar arten globalt som otillräckligt studerad. Inga underarter finns listade i Catalogue of Life.